# Phaeodomus lauracearum
Phaeodomus lauracearum är en svampart som beskrevs av Höhn. 1909. Phaeodomus lauracearum ingår i släktet Phaeodomus, divisionen sporsäcksvampar och riket svampar.   Inga underarter finns listade i Catalogue of Life.